# Cultura chorrera

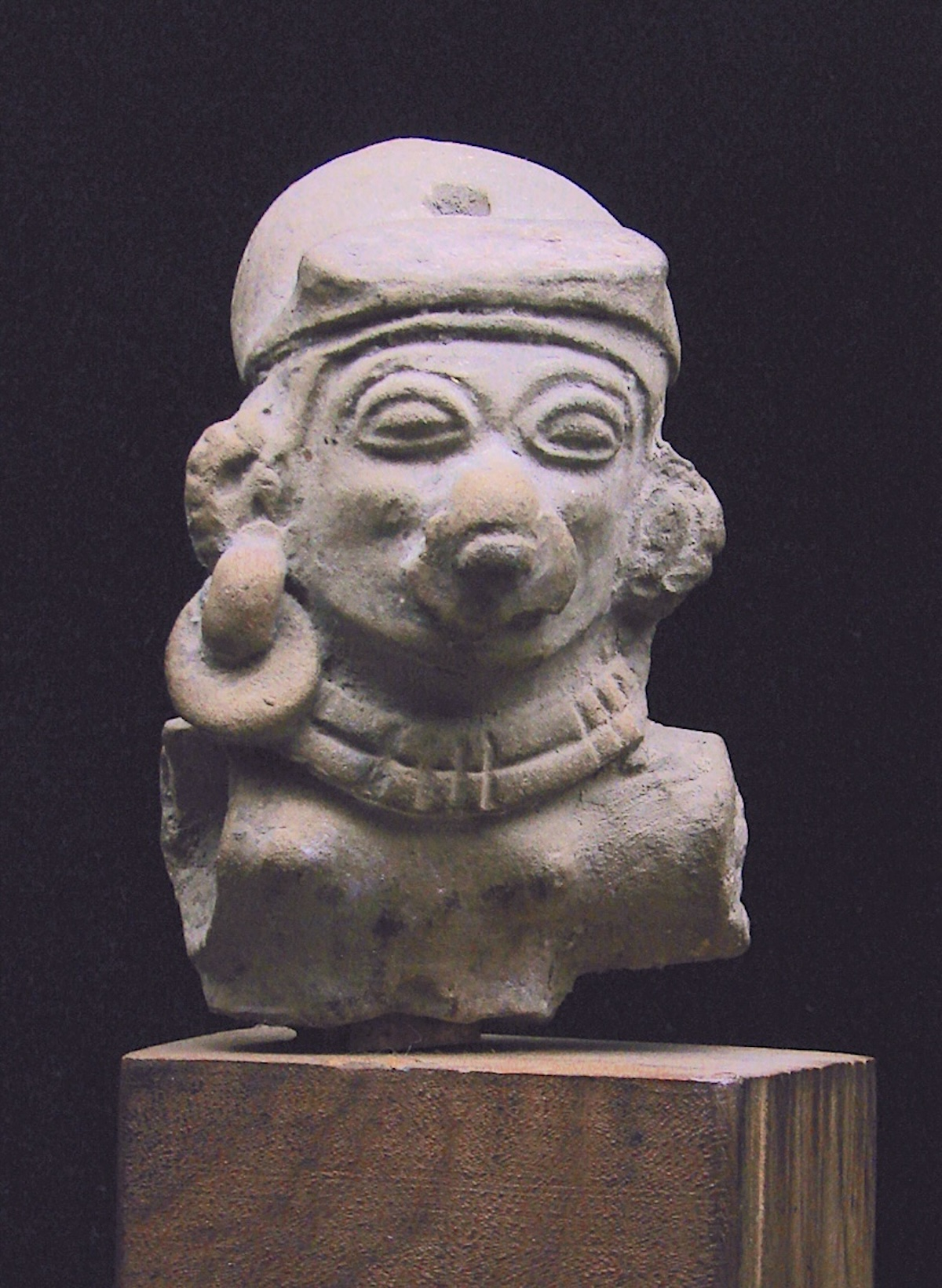
Fragmento de efigie humana de la cultura chorrera en el Museo de los Jacobinos.

La cultura chorrera o la tradición chorrera es una cultura indígena del Formativo Tardío que floreció entre 1300 a. C. y 300 a. C. en Ecuador.
La cultura chorrera fue una de las culturas más extendidas en el Ecuador precolombino: abarcó desde las tierras bajas del océano Pacífico hasta las tierras altas de la cordillera de los Andes, e incluso hasta el sur de Colombia.
La cultura fue descubierta por el arqueólogo, historiador y profesor ecuatoriano Francisco Huerta Rendón (Guayaquil, 1908‑1970).[cita requerida]

## Divisiones regionales
Debido a las variaciones en la cerámica y otras culturas materiales, la cultura Chorrera se divide en variantes regionales. Estas incluyen:
- Fase de Mafa, norte de la provincia de Esmeraldas.
- Fase de Tachina, sur de la provincia de Esmeraldas.
- Fase de Tabuchila, norte de la provincia de Manabí.
- Fase Engoroy, península de Santa Elena y región costera del Guayas.
- Chorrera propiamente dicha, cuenca del río Guayas.
- Fase temprana de Jubones, sudeste de Guayas y provincia occidental de Azuay.
- Fase de Arenillas, provincia de El Oro.

## Cerámica y metalurgia

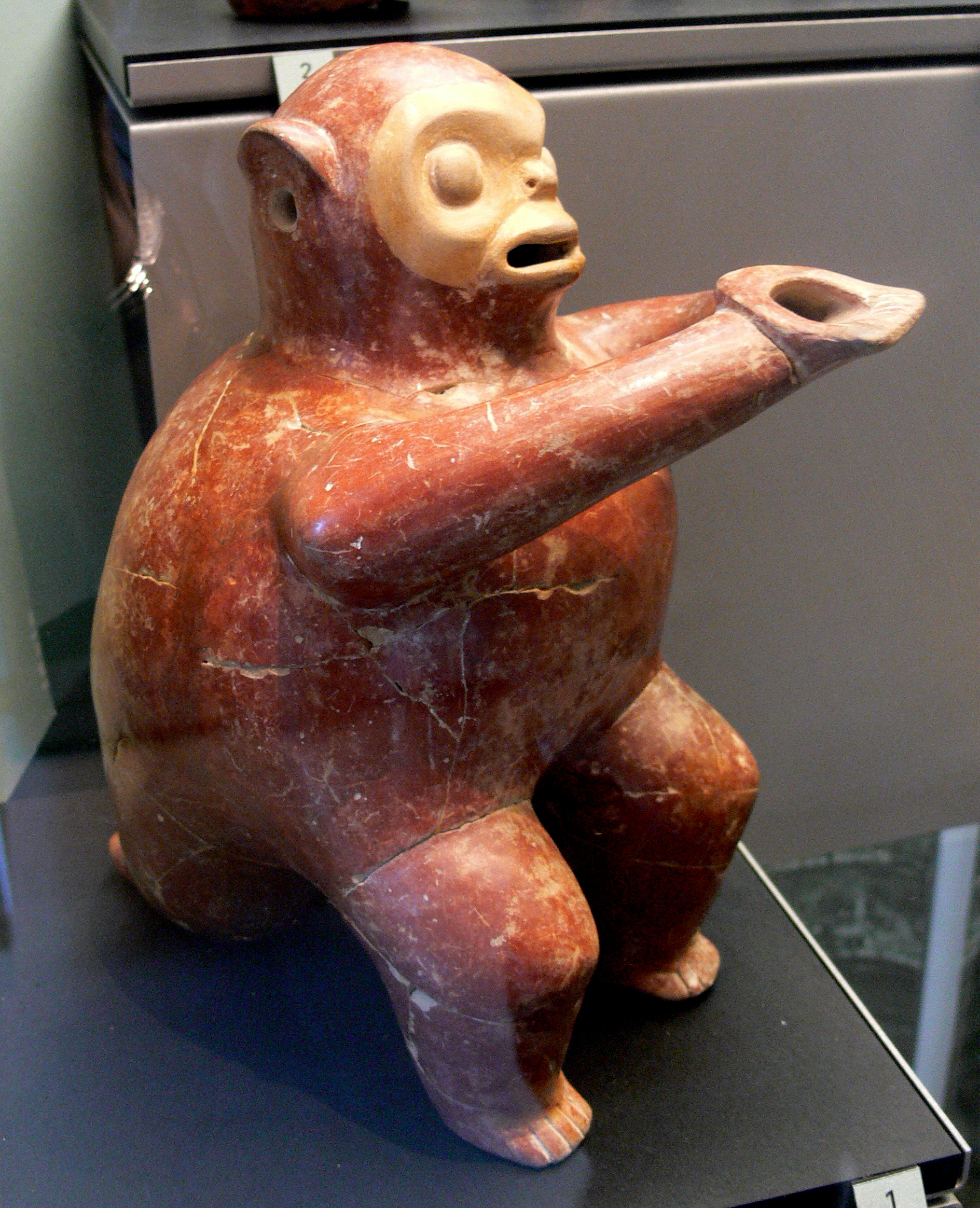
Cántaro zoomórfico de 23 cm de alto en el Museo de Allerheiligen.

El sello distintivo de la cultura chorrera es su tradición en la cerámica, que presenta la efigie de un animal y una planta silbando. Vasos con pico de estribo y figurillas humanas hechas a partir moldes. La cerámica funcional de uso diario era aún muy fina y estaba decorada con hojas de color rojo y negro, pulimentadas para estar brillantes. Las superficies de los cuencos, botellas, ollas y otros objetos de cerámica estaban decorados con cortes, pintura, sellos de piedra o simplemente pulimentados. Con este mismo material también creaban complementos personales como dilataciones y sellos para hacer grabados en la piel.
Las características decorativas inusuales de la cerámica Chorrera incluyen pintura resistente e iridiscente.
Numerosos objetos de metal y fragmentos fueron descubiertos en las excavaciones la zona costera de Salango. Se fabricaron objetos de cobre, plata y oro, principalmente artículos de élite como joyas.

## Dieta

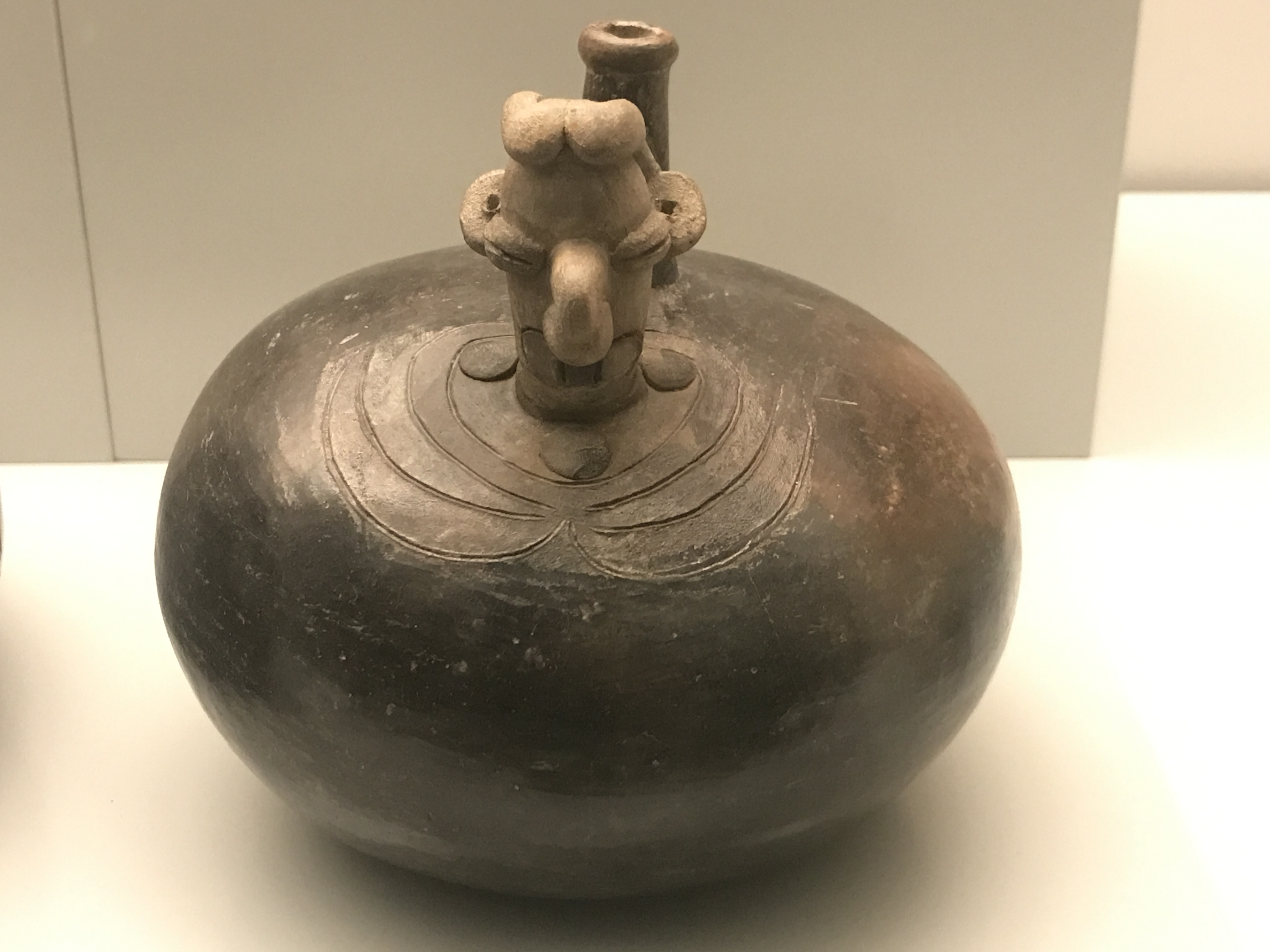
Vasija silbato de la cultura chorrera

Las cosechas cultivadas por los pueblos chorrera incluyen achira (Canna indica), arrurruz (Maranta arundinacea), maíz (Zea mays) , frijol común (Phaseolus vulgaris), calabazas y Chayotes (Cucurbitaceae). También recolectaban frutos silvestres, juncias (Cyperaceae) y palma (Palmae).
Los pueblos chorrera también pescaban y cazaban animales como el armadillo, el venado (incluyendo el venado de cola blanca y el Mazama), patos, ranas, lagartos, pecaríes y diferentes roedores.

## Comercio

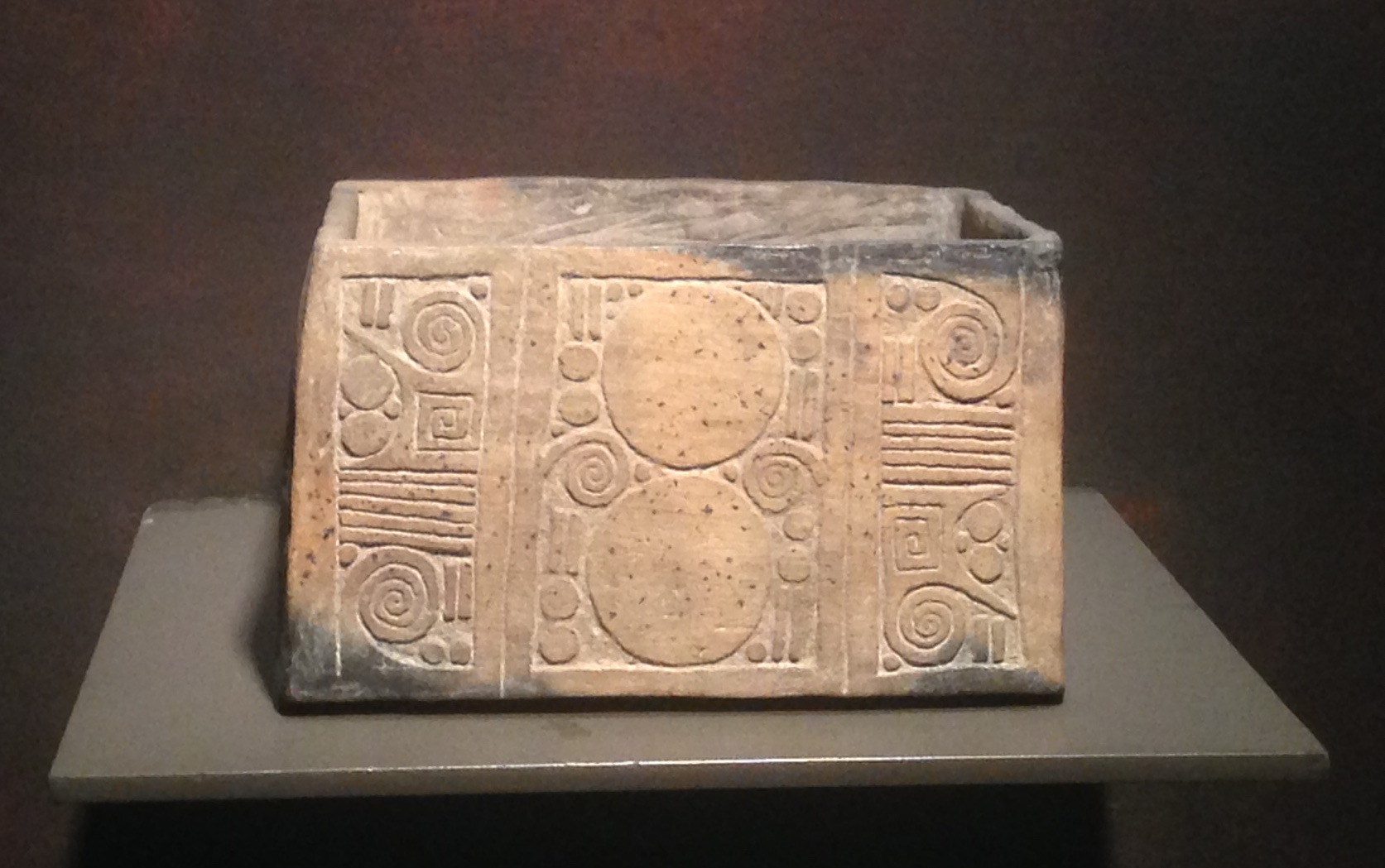
Caja rectangurlar con simbología del espiral

Esta cultura continuó la dinámica red comercial establecida por las culturas valdivia y machalilla. Intercambiaban conchas de ostras espinosas (Spondylus) y otras conchas marinas con habitantes de la cuenca de Quito por obsidiana. El oro se comercializa en los últimos siglos a. C.

## Declive

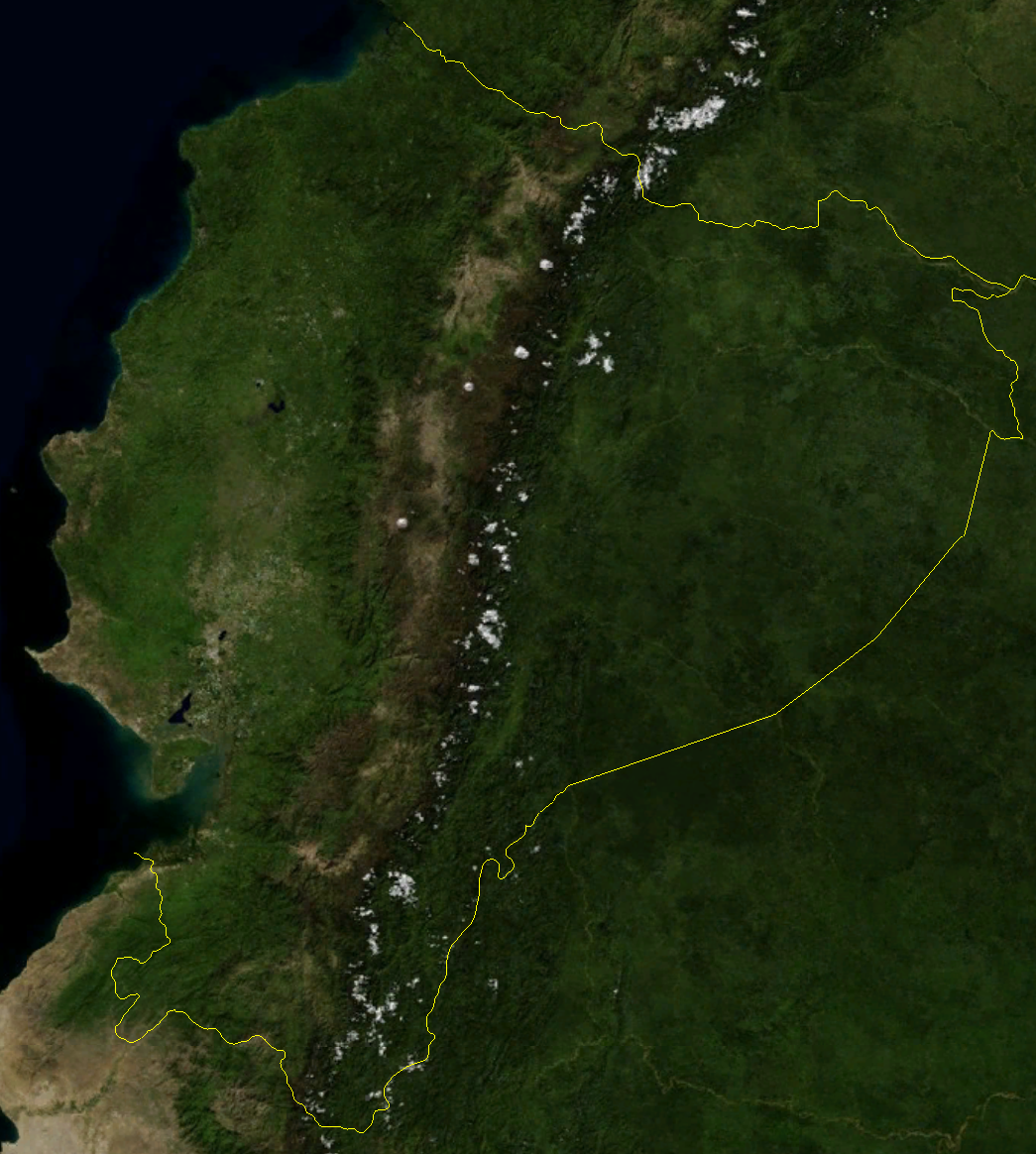
Vista atmosférica del Ecuador, cordillera de los Andes, ubicación del volcán Pululahua.

En 467 a. C., el volcán Pululahua al norte de Quito entró en erupción, enviando cenizas volcánicas a gran parte de las regiones occidentales de las tierras bajas de Ecuador, lo que destruyó en gran medida las obras de la cultura Chorrera; sin embargo, algunos asentamientos de esta cultura permanecieron en el extremo norte y sur durante varios siglos. Estos desarrollaron una culturas más complejas durante el período de desarrollo regional entre el 200 y 300 a. C.